# 横須賀美術館

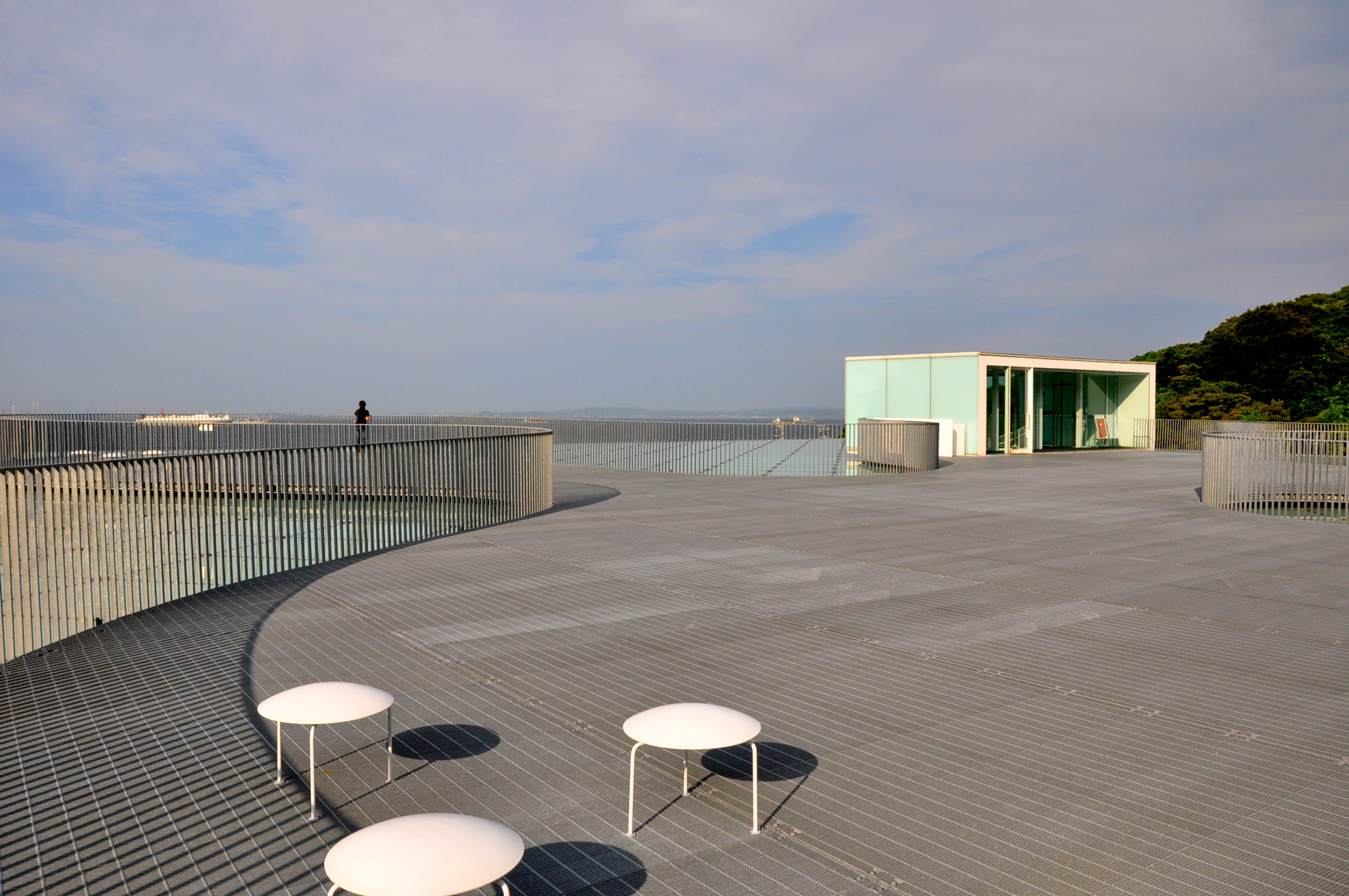
屋上広場

横須賀美術館（よこすかびじゅつかん）は、神奈川県横須賀市の観音崎公園内にある美術館。横須賀市の市制100周年を記念し、2007年4月28日に開館した。別館として谷内六郎館を併設している。

## 主な所蔵作家
横須賀・三浦半島にゆかりのある作家（出身、居住、在住等）の作品、横須賀・三浦半島を題材とした作品、「海」を描いた作品、日本の近現代美術を概観できる作品という基準の絵画、彫刻を中心に、約5000点の日本の近現代美術の作品を所蔵している。
- 靉光
- 赤松麟作
- 朝井閑右衛門
- 阿部金剛
- 飯田操朗
- 今西中通
- 今村紫紅
- 石井茂雄
- 大河内信敬
- 小川芋銭
- 織田一麿
- 小茂田青樹
- 金沢重治
- 金山康喜
- 鹿子木孟郎
- 川端龍子
- 川村吾蔵
- 岸田劉生
- 木村荘八
- 国吉康雄
- 小出楢重
- 古賀春江
- 児島善三郎
- 佐伯祐三
- 菅野圭介
- 鈴木栄二郎
- 須田国太郎
- 高崎剛
- 竹内栖鳳
- 田中恭吉

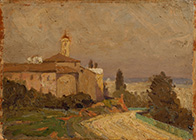
藤島武二「アッシジ風景 」1908
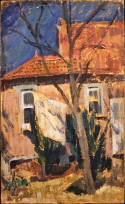
中村彝「落合のアトリエ 」1916
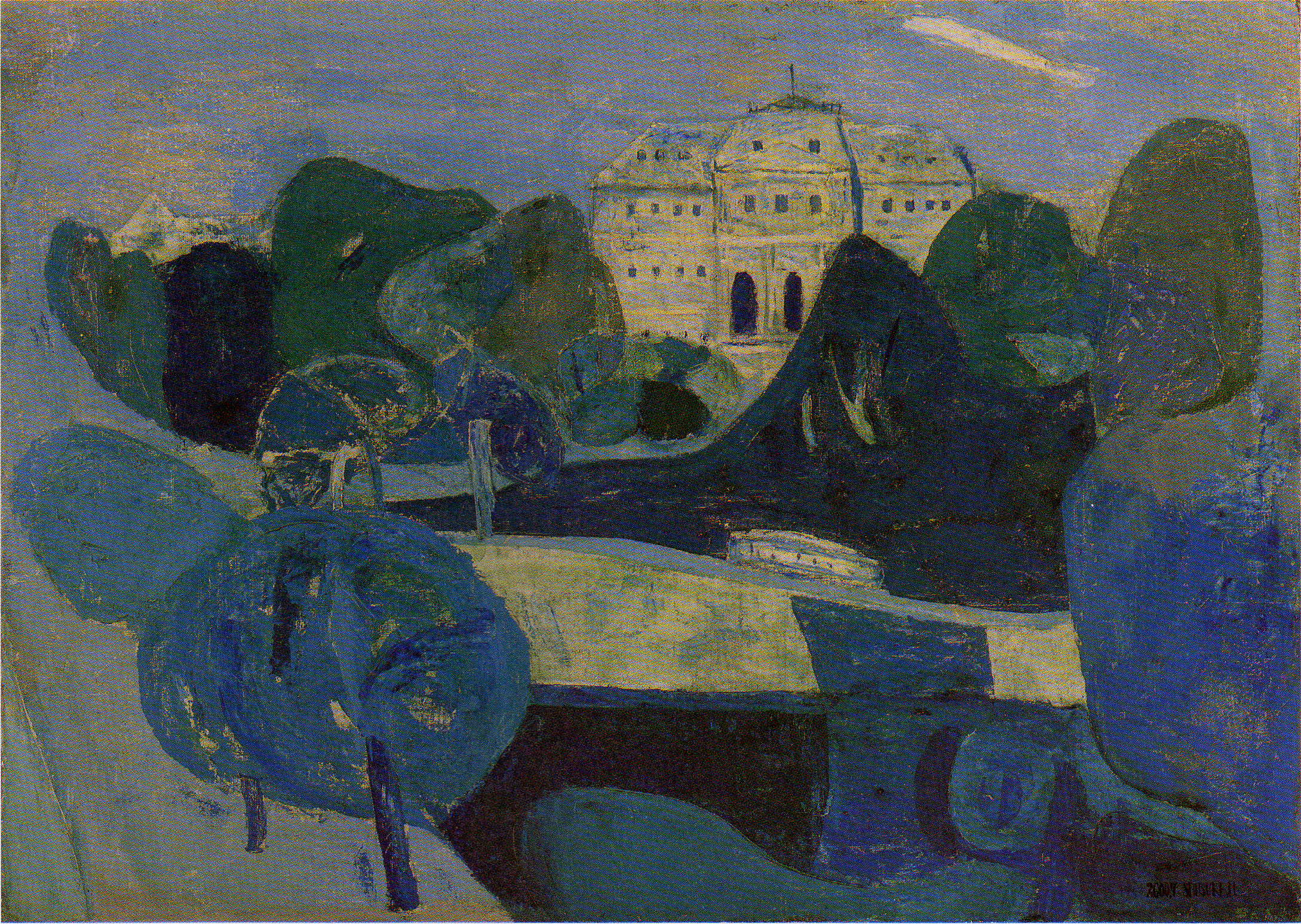
松本竣介「お濠端」1940

## 利用情報
- 観覧料 - 所蔵品展 :（一般）380円 （高校・大学生・65歳以上）280円、中学生以下無料（市在住もしくは在学の高校生･障害者およびその介助人1人は無料）
- 開館時間 - 10:00 - 18:00
- 休館日 - 毎月第1月曜日（祝日の場合は開館）、12月29日～1月3日

### アクセス
鉄道駅からは離れた場所、観音崎公園に立地する。横須賀線横須賀駅や京急本線横須賀中央駅、馬堀海岸駅より京浜急行バス線が運転されており「ラビスタ横須賀観音崎テラス・横須賀美術館前」バス停下車徒歩2分ほど。また京急線浦賀駅から「観音崎」行き終点下車徒歩3分ほど。
2007年9月30日までの土曜・休日には京急線汐入駅、浦賀駅より急行バスが設定されていた。
開館当時、三笠公園・猿島から観音崎航路が運航されていた。

## 建築概要
- 設計 - 山本理顕設計工場
- 施工 - 鹿島建設横浜支店
- 竣工 - 2006年
- 構造 - 鉄筋コンクリート造、一部鉄骨造（地下2階、地上2階）[3]
- 敷地面積 - 約22,000m2
- 建築面積 - 4,234.42m2
- 延床面積 - 12,095.15m2[3]

### 設計など
駅などから遠い立地条件のため、滞在型の施設としてレストランや建物自体を充実させる事を目指して設計された。設計者の山本理顕は初めて美術館を手掛けたが、仙台メディアテークなどに携わった小野田泰明も設計に協力している。
吹き抜けの展示ギャラリーは自然光を取り込むために鉄の内壁に穴が開けられ、塩害を防ぐためにガラスで包まれている。これにより、外観がガラスに覆われた特徴的な構造となっている。

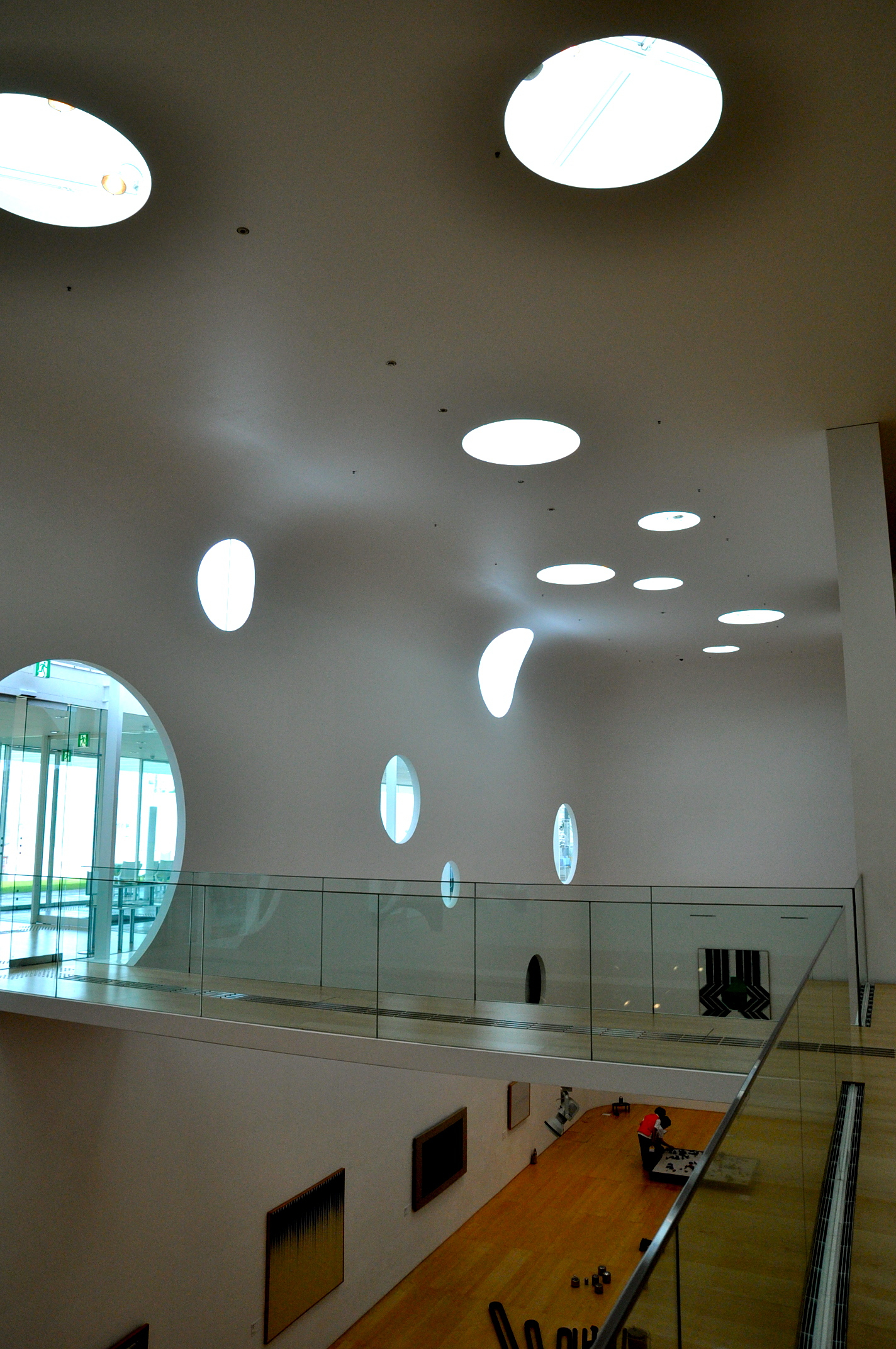
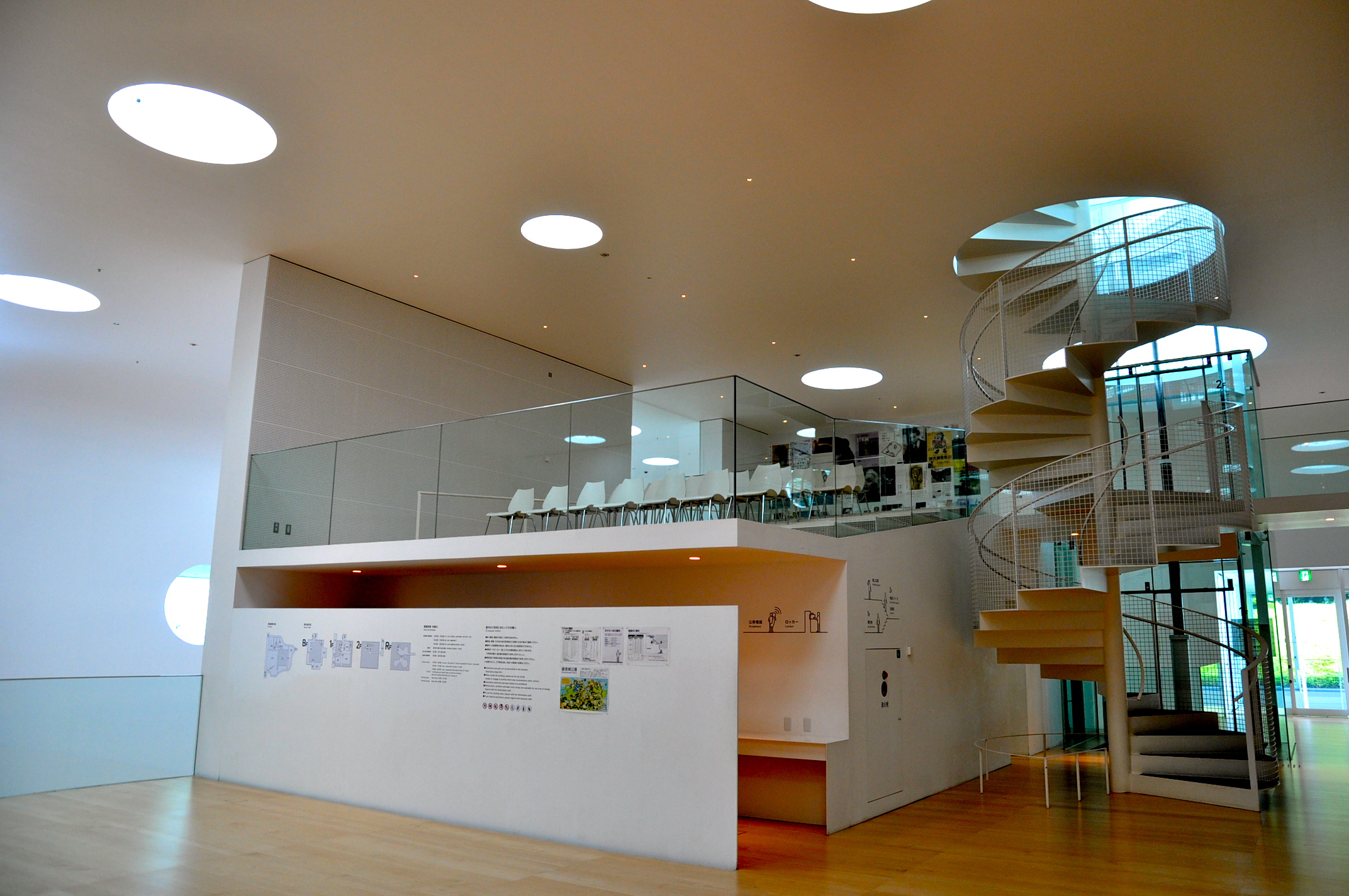
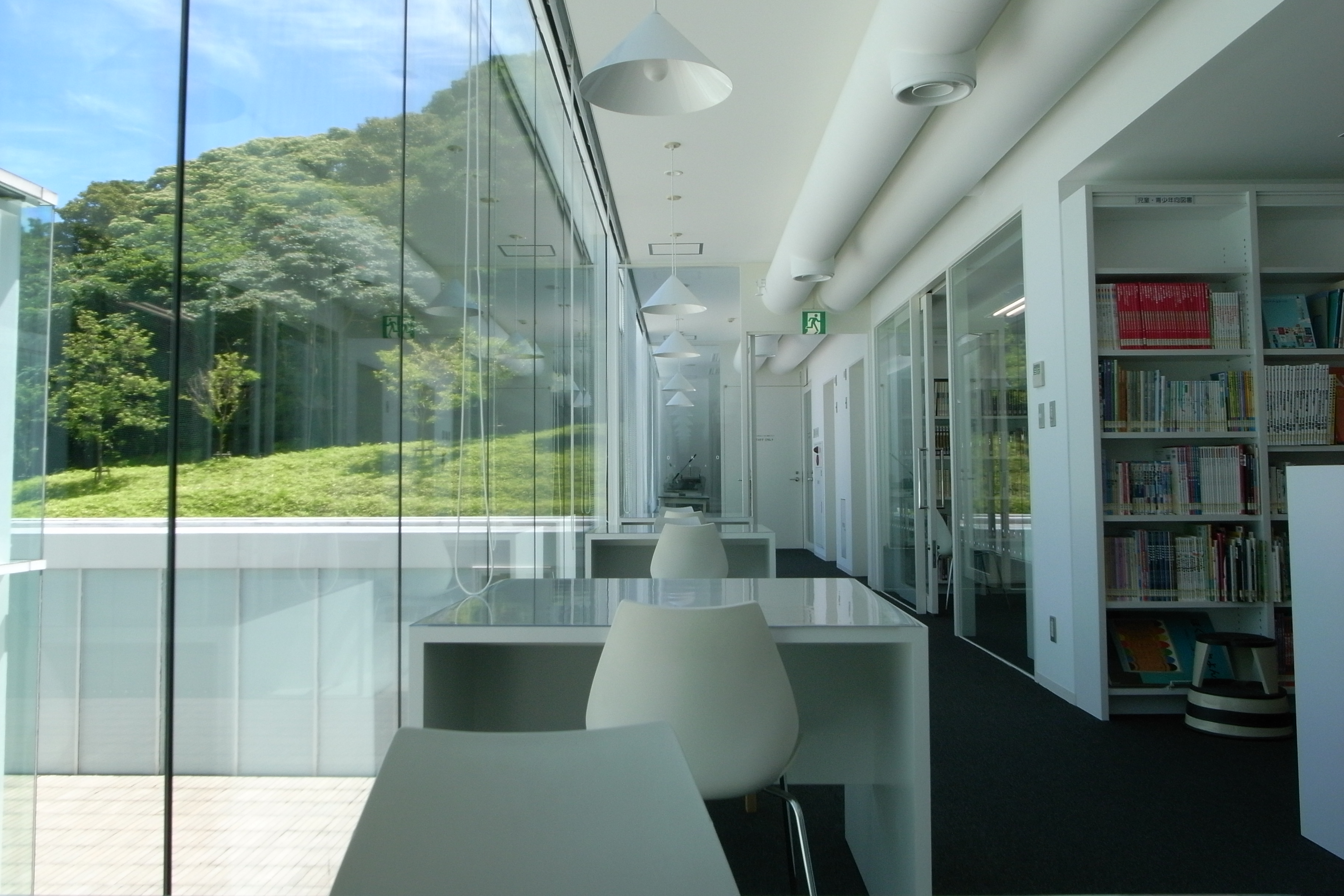

### 谷内六郎館
谷内六郎は生前、横須賀市内にアトリエを構えるなどゆかりがあり、1998年に遺族が『週刊新潮』の表紙絵約1300点をはじめとする作品を横須賀市に寄贈。谷内六郎館で常設展示されている。当初、作品の保存管理などを助言する専門委員として遺族に報酬（月額22万8700円）が12年間支払われていたが、横須賀市の吉田雄人市長は財政難を理由に2010年度予算に計上せず契約を打ち切った。遺族は寄贈した作品の返還を求め提訴したが、横浜地方裁判所は原告の請求を棄却した。

## レストラン
イタリア料理レストラン「アクアマーレ」（Acquamare）がある。海に面した室内席および屋外テラス席は、前面の芝生広場の向こうに浦賀水道を行き来する多くの船舶を眺める「シップウォッチング」にも適している。